# Brachalletes
Brachalletes (лат.) — род вымерших сумчатых млекопитающих, живших в плейстоцене. Остатки обнаружены в Квинсленде, Австралия. 
Систематика Brachalletes в пределах инфракласса сумчатых является предметом дискуссии: их относят или к семейству  Diprotodontidae, или к семейству Macropodidae. Предполагается, что это животное обитало на деревьях и было всеядным (scansorial omnivore).

## История изучения
Несколько костей животного данного вида были обнаружены в формации Шиншилла, в Квинсленде. Голотипом была назначена сломанная правая бедренная кость животного (номер F.3308), хранящаяся в музее Квинсленда. Неизвестно доподлинно, кто обнаружил эти кости, но Де Вис в своём сообщении упоминает некоего сэра А. Палмера, имеющего отношение к этой находке. Сообщение о находке и её описание было сделано Де Висом 2 апреля 1883 года в The Sydney Morning Herald.

## Этимология
По словам самого Де Виса, он дал животному родовое имя Brachalletes в свете его предполагаемой манеры локомоции, отличной от прочих кенгуровых. Видовой эпитет Palmeri он получил в честь вышеупомянутого сэра А. Палмера.